# Андерсон, Роберт (писатель)
Роберт Андерсон (англ. Robert Anderson, 7 января 1750 — 20 февраля 1830) — шотландский писатель, издатель, критик, врач.

## Биография
Родился в Карнуорте, Ланкашир. Изучал сначала теологию, а затем медицину в Эдинбургском университете, а затем, после некоторого опыта работы в качестве хирурга, получил степень доктора медицины в Сент-Андрусском университете в 1778 году. Он открыл собственную врачебную практику в Алнике, Нортумберленд, но, став финансово независимым после брака с дочерью Джона Грея, отказался от своей профессии ради занятий литературой в Эдинбурге.

## Сочинения
Наиболее известным подготовленным им изданием является The Works of the British Poets, with Prefaces Biographical and Critical (14 томов, Эдинбург, 1792—1807) — собрание работ различных английский поэтов с написанными им критико-биографическими очерками. Другие подготовленные им издания:
- The Miscellaneous Works of Tobias Smollett, M.D., with Memoirs of his Life and Writings (Edin., 1796)
- Life of Samuel Johnson, LL.D., with Critical Observations on his Works (Edin., 1815)
- The Works of John Moore, M.D., with Memoirs of his Life and Writings (Edin., 7 vols., 1820)
- The Grave and other Poems, by Robert Blair; to which are prefixed some Account of his Life and Observations on his Writings (Edin., 1826).